# Biserica de lemn Buna Vestire din Piatra Neamț

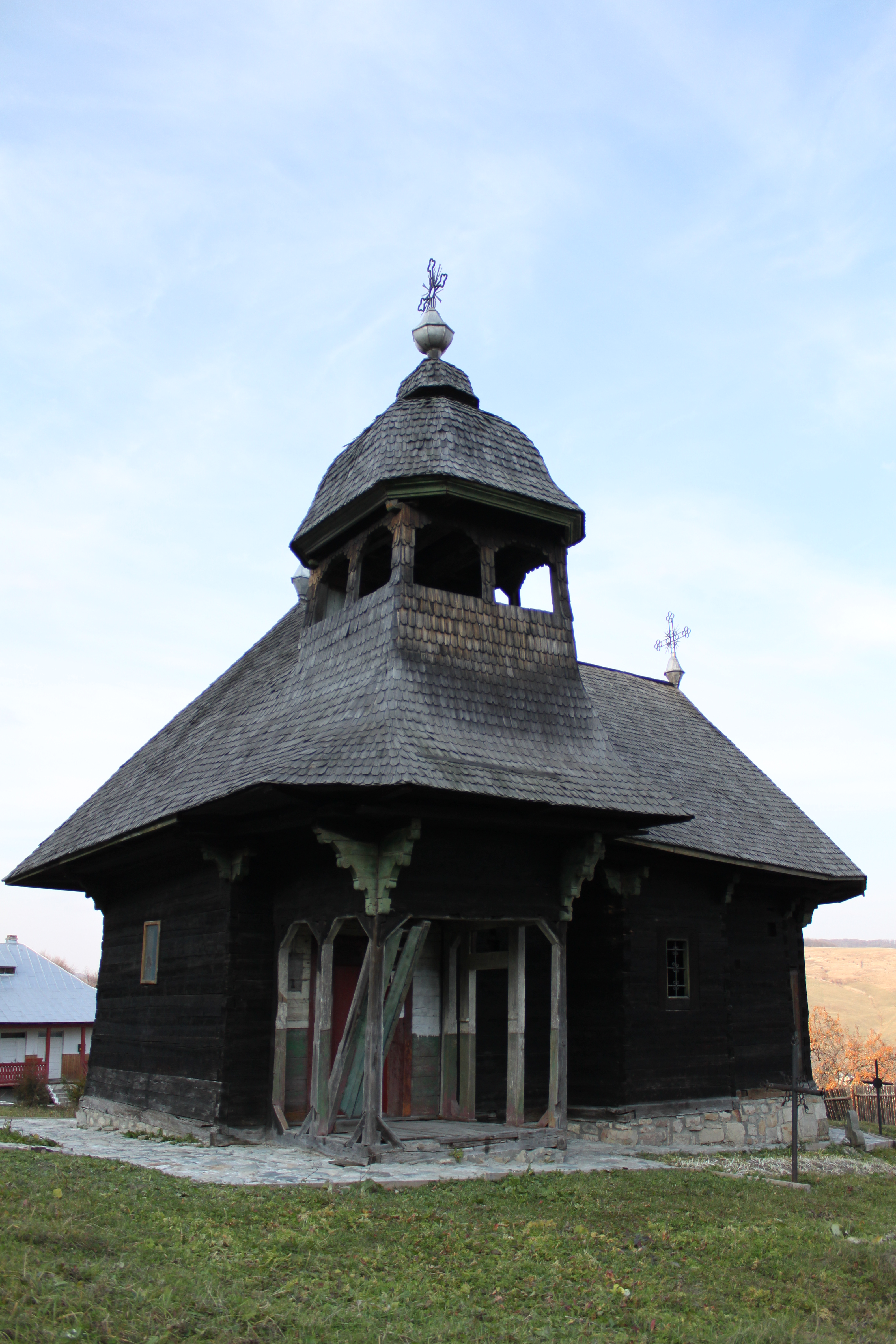
Biserica de lemn Buna Vestire din Piatra Neamţ

Biserica de lemn Buna Vestire din Piatra Neamț este un monument istoric din județul Neamț cu cod LMI NT-II-m-B-10549.